# Chen Dapeng
 (novembre 2013).
 (novembre 2013).
- Si vous ne connaissez pas le sujet, laissez ce bandeau (vous pouvez alors contacter les auteurs).
- Si vous supprimez le contenu mis en cause (vous pouvez préalablement contacter les auteurs),

argumentez précisément cette suppression dans la page de discussion
(un manque de référence n'est pas un argument ; une recherche réelle de référence doit avoir été effectuée, être formellement documentée).
Chen Dapeng est un sculpteur chinois de Shanghai. Il a réalisé plus de 300 sculptures. Il est considéré comme le seul poète-sculpteur de son temps. Il illustre en 3 dimensions les émotions planes de ses 1000 poèmes. Chen Dapeng aime à dire : « Je sculpte mes poèmes ».
Ses œuvres sont à taille humaine et son style s’appuie sur les 5 éléments Wu Xing qui composent le monde, très chers à la culture asiatique : métal, bois, eau, feu, terre.

## Biographie
Chen Dapeng est né en 1962 dans une petite ville de la province Hunan. Il travaille, très tôt, dans l’atelier de céramique familiale. Au lieu de faire des pots comme toute la famille, il s’amusait à créer des petites figurines : des fleurs, des oiseaux, des poissons…  Adolescent, il est imprégné d’une riche tradition folklorique chinoise[Interprétation personnelle ?]. Il reste fasciné par l’opéra local, le théâtre et la poésie[Interprétation personnelle ?]. Il perçoit que le monde est fait de rythmes et de refrains. Les contes ont également une place importante dans sa création. Il commence alors à écrire des poèmes. Mais très vite, il ressent une frustration profonde, ses émotions et ses sentiments le poussent à travailler la forme rigide. Il sculpte beaucoup d’œuvres pour calmer cette insatisfaction[Interprétation personnelle ?] et il expose très tôt.
Chen Dapeng est un des premiers artistes en Chine qui s’engage dans le domaine des « sculptures urbaines ». Sa première grande sculpture « Espoir » (2,20 m) est installée dans la ville de Hengyang[réf. nécessaire].
Hengyang, Hainan, Guangzhou…, puis Shanghai il parcourt la Chine et ses provinces comme un compagnon. Chen Dapeng se construit dans ses voyages et améliore les techniques de son art. Présent au Salon International du Patrimoine Culturel , à Paris (du 7.11.13 au 10.11.13), Chen Dapeng nous fait découvrir son concept de l’art par le « Taiji ». Tout est Yin et Yang, respiration et rythmes.

## Œuvres[3]

### L’Âme de la Chine
L’œuvre «L’Âme de la Chine» est une vue en coupe du diagramme traditionnel de l’univers (Taijitu), et représente la création du monde. 
On peut y voir l’Empereur Rouge (Yan Di) et l’Empereur Jaune (Huang Di), les deux empereurs mythiques qui ont donné naissance à la civilisation chinoise. Apparaissent également les Trois Doctrines centrales de la culture chinoise: le Confucianisme, le Taoïsme et le Bouddhisme. 
Le Ciel.
Le Ciel représente le Yang, le principe masculin. Il représente également le Père, ou Fuxi, le civilisateur légendaire. Sa manifestation divinatoire est le trigramme Qian (le Créatif), qui est décrit par les quatre premiers caractères du Livre des Mutations : Yuan (l’Éminent, le Commencement), Heng (l’Expansion, le Passage), Li (l’Unité, la Possibilité), Zhen (le Juste, la Détermination). Les vertus du Ciel sont la force et l’intégrité.

Contexte culturel : dans la pensée chinoise antique, la Terre et le Ciel forment à l’origine un œuf géant, qui éclot sous l’action de l’énergie latente de l’univers. Au sein du chaos primordial, Fuxi, le créateur de l’Ordre, poussa un cri qui engendra le monde. Les éléments dynamiques et légers de son souffle s’envolèrent pour former le Ciel ; les éléments opposés, pesants et passifs, descendirent pour former la Terre.
La Terre.
La Terre représente le Yin, le principe féminin. Elle représente aussi Nüwa, la Mère légendaire. Sa manifestation divinatoire est le trigramme Kun (le Réceptif), défini par les caractères Rou (l’Eau, la Souplesse), Shun (la Flexibilité), Cheng (le Fardeau), Ying (l’Harmonie, la Paix).

Les vertus de la Terre sont la bonté, la tolérance, la persévérance.
Contexte culturel : Nüwa a fait jaillir l’Humanité du silence funèbre et des étendues incultes. Dans les légendes anciennes, Nüwa créa l’Homme à partir d’une boule de glaise. Elle fondit une pierre de cinq couleurs pour réparer le ciel, et consentit à de grands sacrifices pour sauver l’Humanité du déluge et lui permettre de croître et de se multiplier.
La Civilisation chinoise – L’Empereur Rouge et l’Empereur Jaune.
Au dos de la sculpture « L’Âme de la Chine », dans un style qui transcende l’espace et le temps, figure un important site historique de la civilisation chinoise. Derrière le civilisateur légendaire Fuxi, un puissant courant de Souffle Suprême (Taiji Qiliu) engendre l’Empereur Rouge et l’Empereur Jaune, qui contemplent dans une pose majestueuse le spectacle du monde.
La Culture chinoise – Confucianisme, Taoïsme et Bouddhisme.
Qu’il s’agisse de la voie bouddhiste vers la Perfection, des Trois Manifestations Suprêmes du Taoïsme ou de l’esprit de noblesse et d’honnêteté prôné par le Confucianisme, les idéaux de ces doctrines ont tous été nourris au sein de Nüwa, la Terre-Mère ; l’œuvre vise ainsi à montrer que ces trois doctrines se sont intimement mêlées sur le sol chinois. L’Éveil bouddhiste, la Voie naturelle taoïste et l’Unité de l’homme et de la nature du confucianisme trouvent tous leur origine dans la compréhension que l’homme a du monde naturel et de la société humaine. L’Homme est dans le monde ; il élabore des théories et fonde toutes sortes de doctrines, qui s’inscrivent toutes sans exception dans le cadre d’une quête de la meilleure manière d’établir une coexistence harmonieuse entre l’homme et la nature.
L’harmonie, la souplesse, la tolérance, la bonté et la modestie sont les vertus sur lesquelles le peuple chinois, imitant les vertus de la Terre-Mère, a développé sa civilisation et façonné le cœur de son système de valeurs.
Idée centrale de l’œuvre.'

La «médecine chinoise» est l’appellation simplifiée de la science médicale traditionnelle chinoise. Elle résulte d’un ensemble de connaissances sur le corps et la santé, accumulées et conservées par le peuple chinois tout au long du fleuve de l’histoire. La médecine chinoise est une pratique basée sur l’expérience. Ce fut à l’origine Shennong, le civilisateur légendaire, qui « goûta les cent herbes »; depuis, de génération en génération, de dynastie en dynastie, les guérisseurs et les médecins n’ont cessé de reprendre, de synthétiser et d’explorer les possibilités de cette science, jusqu’à ce qu’elle devienne un ensemble de connaissances complètes et systématiques. Ce système intègre et englobe les rapports entre l’homme, la nature, la société et son propre corps. À son plus haut degré de sophistication, la médecine traditionnelle chinoise est un concept culturel, qui met l’accent sur le besoin de parvenir à une véritable harmonie entre l’homme et son environnement. Dans la médecine traditionnelle chinoise, il ne s’agit pas simplement de soigner le corps, mais bien plutôt, dans une perspective globale, de protéger et de prendre soin du vivant, et de parvenir à la sagesse et à la compréhension en puisant au sein de la nature elle-même; l’objectif est d’exploiter les potentialités latentes du corps humain, de dissiper la maladie, de fortifier le corps et de le garder en bonne santé.

### Le Médecin
«Le Médecin» emploie un style principalement réaliste. La troncature de la base à mettre en avant le calme et la présence du personnage, et à mieux mettre en évidence le geste du médecin traditionnel chinois prenant le pouls du patient à distance. La sculpture est pleinement finie dans sa partie supérieure, mais reste brute dans sa partie inférieure. Cette partie brute représente la nature, et c’est pourquoi on peut y voir un insecte, des plantes, un crapaud, un escargot et d’autres formes de vie naturelles. Ces éléments expriment le fait que la médecine chinoise est fondée sur l’expérience et tire ses connaissances de l’observation de la nature. La partie supérieure exprime quant à elle les caractéristiques, les idées et les émotions propres au personnage. Le Médecin, main levée pour prendre le pouls, a presque l’air de pouvoir toucher le souffle vital du spectateur.
L’ensemble « La Médecine chinoise » est une véritable symphonie d’émotions, qui s’écoule sans entrave d’une sculpture à l’autre.

### La Joie
Les bras et les jambes de la silhouette se tendent dans une danse de joie extatique, exprimant la tension physique d’un personnage en proie à une extrême excitation. La sculpture semble tourbillonner sur elle-même, en un mouvement qui constitue l’ouverture de cette symphonie musicale.

### La Colère
La poitrine gonflée de colère, les poings serrés, le cou tendu, les yeux exorbités, ce personnage exhale une tension qui mène la symphonie vers un véritable climax.

### L'Anxiété
Le climax atteint avec la colère retombe brutalement, la musique exprimant maintenant l’abattement. Pour quelle raison ce personnage, pourtant puissant et vigoureux, est-il ainsi submergé par l’épuisement, son visage hanté par le souci ? Est-ce à cause de sa famille, de la société ? Est-ce la vie qui n’a plus de sens, ou est-ce une autre raison ? Lorsque l’existence semble dépourvue de tout intérêt, lorsque les aspirations d’un homme peinent à se réaliser, c’est un sentiment d’impuissance qui l’envahit, le plongeant dans un intense souci.

### La Mélancolie
La route de la vie conduit parfois à des moments de songeuse méditation. Lorsqu’il entre dans ses vieilles années, l’homme voit ses forces vives l’abandonner ; ses muscles s’atrophient, ne lui laissant plus que la peau sur les os. La réflexion donne ici naissance à une déchirante mélodie.

### Le Chagrin
Entre anxiété et mélancolie, le sentiment de perte engendre un profond chagrin, amenant la musique vers un nouveau pic d’intensité. La femme ici représentée est frappée de désespoir, et hurle son chagrin à tous vents. Est-ce la perte qui la plonge dans le désespoir ? Ou bien est-ce une autre raison ? « Les femmes sont faites d’eau », dit le proverbe; lorsqu’elles sont confrontées à la perte, leur désespoir déborde comme un torrent de montagne.

### La Peur
C’était une jeune fille aussi belle qu’une fleur. Mais pourquoi a-t-elle cet air terrifié, pourquoi tremble-t-elle de peur ? Est-ce la méchanceté du monde, les mauvais traitements, les outrages ou les humiliations qui déforment ainsi sa beauté ? La peur est un frémissement du cœur, né de la rencontre entre la dureté du monde extérieur et la fragilité du monde intérieur. Pourtant, si l’on protégeait les faibles avec amour, si l’on savait apprécier sincèrement la beauté, l’harmonie règnerait tout naturellement ; d’où provient donc la peur ?

### La Frayeur
C’est elle qui va mener ce drame musical vers son apothéose finale. Cette jeune fille surprise s’agite en tous sens, prise de panique, au point que les nerfs du spectateur se crispent eux aussi. Selon la médecine chinoise, la surprise et l’effroi nuisent avant tout aux reins ; or les reins sont la racine de la vie, et les dommages qu’ils subissent se répercutent inévitablement sur tous les autres organes. Cette musique de pierre, devenue forme grâce à la magie du sculpteur, c’est avec l’âme et le cœur qu’il nous faut l’écouter.